# Гоночная игра

The Need for Speed — гоночная игра

Гоночная игра (англ. racing video game) — жанр компьютерных игр с видом от первого или от третьего лица, в которых игрок принимает участие в гоночном соревновании среди наземных, водных, воздушных или космических транспортных средств. Основой этих соревнований могут быть какие-то реально существующие гоночные серии, также они могут проходить в полностью вымышленных сеттингах. В общем случае гоночной игрой может быть компьютерная игра любого жанра: от автосимуляторов высокой степени реализма до относительно простых аркадных гоночных игр. Гоночные игры также могут относиться к категории спортивных игр.

## История

### 1970-е

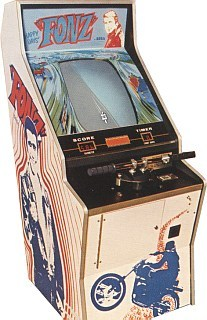
Fonz (1976 год)

В 1973 г. компания Atari выпустила аркадную игру Space Race. В ней игрок управляет космическим кораблем и участвует в гонках с другими кораблями, уклоняясь от комет и метеоритов. Это — соревновательная игра с черно-белой графикой для двух человек, управляемая двухпозиционным джойстиком.
В следующем году Atari выпустила первую аркадную гоночную игру с автомобилями — Gran Trak 10. Она представляет собой один игровой экран с видом сверху и черно-белой графикой в низком разрешении. Позднее в том же году Taito выпустила Speed Race, автором которой был Томохиро Нисикадо, известный по Space Invaders. В ней игрок движется на автомобиле по прямой дороге, уклоняясь от других машин. В США игра вышла под названием Wheels, ее изданием занималась Midway Games. Игра оказала влияние на более поздние гоночные игры.
В 1976 году Sega выпустила Moto-Cross, изданный в США как Fonz с намеком на имевший в то время популярность ситком «Счастливые дни». В игре представлен вид с трехмерной перспективой, воспроизводятся тактильные ощущения посредством вибрации мотоциклетного руля в случаях столкновений с другими транспортными средствами. В игре нужно ехать на мотоцикле, уклоняясь от препятствий и других транспортных средств. Вид от первого лица представлен в игре Night Driver от Atari, которая вышла в октябре 1976 года. Игра Death Race от Exidy, вышедшая в 1976 году, считается первой «скандальной» компьютерной игрой, поскольку стала объектом широкой волны критики в СМИ из-за жестокости, что только способствовало ее популярности.
В 1977 году Atari выпустила игру Super Bug, значимую для истории гоночную игру ввиду «первой реализации прокручиваемого игрового поля» в разных направлениях. В том же году Sega выпустила гоночную игру с мотоциклами для двоих игроков под названием Twin Course T.T... Другой заметной гоночной игрой из 1970-х годов стала The Driver. Это — экшн-гоночная игра от Kasco (Kansai Seiki Seisakusho Co.). В ней для проецирования FMV-вставок на экран используется 16-мм киноплёнка, поэтому в игре очень ограничено взаимодействие с пользователем, которое сводится к тому, что игроку нужно направлять руль, нажимать на педали газа и тормоза соответственно движениям, демонстрируемым на экране. Это очень похоже на концепцию Quick Time Event в FMV-играх.
В 1979 году вышла игра Speed Freak от Vectorbeam с трехмерной векторной графикой, что сайт Killer List of Videogames называет «очень впечатляющим и опередившим свое время».

### 1980-е
В 1980 году Namco выпустила игру Rally-X с видом сверху, в которой впервые была представлена фоновая музыка, прокрутка экрана в разных направлениях (как в горизонтальном, так в вертикальном), а также имелась возможность «вытянуть» экран в любом направлении. В игре имеется радар, отображающий положение раллийного автомобиля на карте. Игра с вертикальной прокруткой Alpine Ski, выпущенная Taito в 1981, посвящена зимним видам спорта. В ней необходимо управлять движениями лыжника во время соревнований по скоростному спуску, слалому или прыжкам с трамплина. Первой игрой с масштабируемыми спрайтами и полностью цветной графикой стала Turbo от Sega в 1981 году.

Pole Position (1982 год)

Одной из игр, оказавших на жанр наибольшее виляние, стала выпущенная в 1982 году игра Pole Position, разработанная Namco и изданная в Северной Америке Atari. Это первая игра, основанная на реально существующих гоночных трассах, также в ней впервые был представлен квалификационный заезд, в нем игроки совершают заезды с раздельного старта до основного соревнования аналогично гоночным сериям «Гран-при». Хоть эта игра и не была первой гоночной игрой с видом от третьего лица (ей стала Turbo от Sega), Pole Position установила каноны жанра и, снискав большой успех, стала объектом многочисленных подражаний. По мнению журнала Electronic Games впервые в салонах развлечений в гоночных играх максимальную награду получали игроки, завершившие заезд в числе лидеров, а не просто за нахождение автомобиля всеми колесами на дороге. Согласно IGN, это «первая игра, основанная на реальной гоночной трассе („Фудзи Спидвей“ в Японии)», в ней « появились контрольные точки». Игре сопутствовал такой успех, что она стала «бестселлером 1983 года в Северной Америке, на десятилетия установившим каноны жанра и вдохновив разработчиков на создание множества других гоночных игр.»
В 1983 году Kaneko выпустила игру Roller Aces о катании на роликовых коньках.
В 1984 году выпущен ряд FMV-игр, в том числе GP World от Sega и Laser Grand Prix от Taito, в которых был представлен оцифрованный видеоряд, Top Gear от Universal — трехмерная анимированная гоночная игра, а также Cosmos Circuit от Taito — футуристическая анимированная гоночная игра. Taito также выпустила Kick Start и Buggy Challenge — гонки на багги по трассе с грунтовым покрытием. В игре The Battle-Road от Irem, гонках на выживание, представлены альтернативные проезды и до 32 разных маршрутов.
Гоночные игры того времени в целом тяготели к аркадному стилю передачи реализма в первую очередь из-за аппаратных ограничений, что особенно заметно в играх 1980-х и 1990-х годов. Тем не менее, было бы неправильным утверждать, что в этот период не было игр высокой степени реализма, относимых тогда к автосимуляторам. В 1984 году Джефф Крэммонд, позднее работавший над играми серии Grandprix (известной в среде фанатов как GPX), выпустил игру Revs для BBC Micro, которая считается первой попыткой создания гоночного симулятора для домашних игровых систем. Игра представляла собой неофициальную версию (и, как следствие, отсутствие официальных команд и имен гонщиков) британской гоночной серии «Формула-3». Аппаратные возможности того времени ограничивали степень достоверности симуляции и делали ее возможной (изначально) на одной трассе, однако в этой игре использован «половинный» реализм с бо́льшей проработкой деталей окружения, нежели в других гоночных играх того времени.
В 1985 году Sega выпустила Hang-On — гоночную игру на мотоциклах в стиле «Гран-при». В игре использована технология force feedback, также это одна из первых аркадных игр с 16-битной графикой и технологией Super Scaler от Sega, позволявшая выполнять псевдотрехмерное масштабирование спрайтов на высоких кадровых частотах.

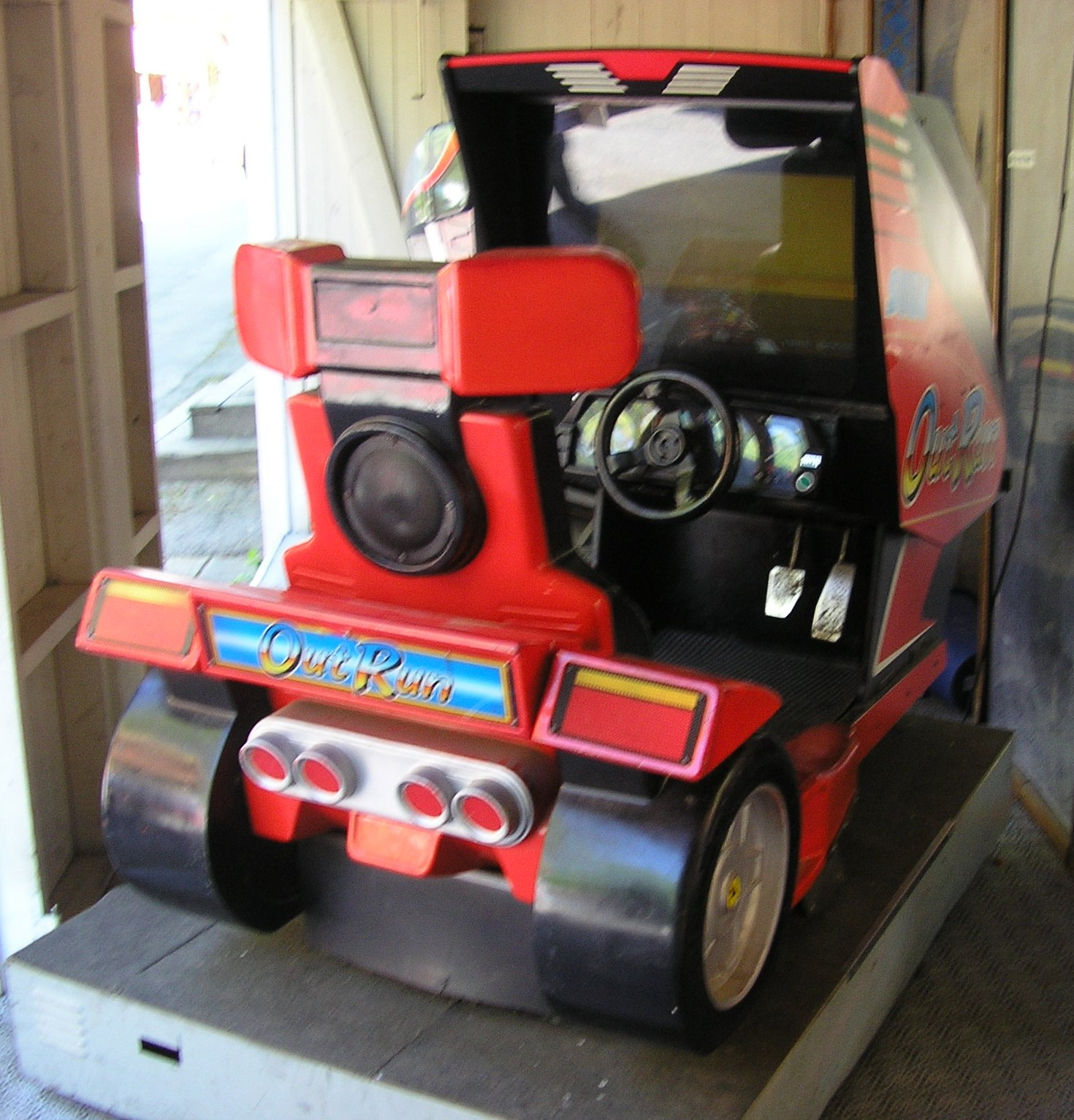
Out Run (1986 год)

В 1986 году Durell выпустила игру Turbo Esprit, по официальной лицензии от Lotus, в ней представлены рабочие автомобильные индикаторы. В том же году Sega выпустила Out Run — одну из игр с наиболее впечатляющей графикой тех времен. Двумерный графический движок игры работал на двух процессорах Motorola 68000. Игра сразу стала классикой и породила многочисленные сиквелы. Игра была известна тем, что давала игроку свободный выбор маршрута заезда и выбор музыки, проигрываемой во время гонки, реализованный в виде радиостанций. Также в игре присутствовало пять различных концовок, зависящих от выбранного маршрута. Каждая концовка представляла собой небольшую сценку в отличие от простого экрана «поздравлений», обычных для игр того времени.
В 1987 году Square выпустила игру Rad Racer, одну из первых компьютерных игр со стереоскопической трехмерной графикой. В том же году Atari выпустила RoadBlasters — игру, где помимо обычного вождения также представлены элементы стрельбы.
Paris-Dakar Rally Special от CBS Sony является гоночной игрой с элементами платформера и action-adventure. В ней представлены автомобили из ралли «Дакар», которые могут стрелять, а водители могут покидать автомобили, исследуя состояние мостов или для поиска способов преодоления других препятствий, подводных участков, а также что избегать редких нападений танков или самолетов-истребителей. В том же году Namco выпустила игру Winning Run.
В 1989 году Atari выпустила Hard Drivin’ — аркадную гоночную игру с трехмерной полигональной графикой. В ней была использована технология force feedback таким образом, что в случае агрессивного стиля прохождения поворотов руль начинал вибрировать. В случае столкновений показывался мгновенный повтор с внешней камеры. В том же году свою попытку создания гоночного симулятора предпринял ныне несуществующий разработчик Papyrus Design Group, выпустив благосклонно встреченную критиками игру Indianapolis 500: The Simulation, разработанную Дэвидом Краммером (англ. David Kaemmer) и Омаром Худари (англ. Omar Khudari). Игра рассматривалась как первый «настоящий» автосимулятор на персональных компьютерах. В точности передавая гоночную трассу Indianapolis 500 образца 1989 года, игра представляла передовую для своего времени трехмерную графику, возможности настройки, поломки автомобилей и особенности их управления. В отличие от большинства игр того времени, в Indianapolis 500 делается попытка симулировать реальную физику и телеметрию. Например, в ней имеются описания взаимодействия между четырьмя точками контакта автомобиля с покрытием, потери сцепления с покрытием во время прохождения поворотов на большой скорости, что заставляет игрока выбирать правильную траекторию прохождения поворотов и реалистичным образом работать с педалями акселератора и тормоза. Также в игре представлен гараж, где игрок может делать модификации своего автомобиля, в том числе выполнять настройки колес, амортизаторов и крыльев. Модель повреждений в игре, неточная по современным представлениям, могла реализовывать весьма зрелищные и занимательные столкновения многочисленных транспортных средств.

### 1990-е
В 1992 году заметной игрой среди симуляторов гонок стала Formula One Grand Prix от Крэммонда, однако уже в следующем году таковой стала IndyCar Racing от Papyrus. Formula One Grand Prix снискала похвалы за детальность, не встречавшуюся до нее в компьютерных играх того времени. В частности, это касается полного воссоздания всех гонщиков, автомобилей и гоночных трасс Чемпионата мира 1991 года в автогонках «Формула-1». Однако, версия, распространявшаяся в США (World Circuit), не получила лицензию FIA. Ввиду этого команды и гонщики были переименованы: например, Айртон Сенна в игре присутствовал как «Карлос Санчез» (Carlos Sanchez). Тем не менее, отображение настоящих имен и названий можно восстановить через меню игры.
В аркадном сегменте гоночных игр можно отметить игру Virtua Racing от Sega, вышедшую в 1992 году. Это не первая аркадная гоночная игра с трехмерной графикой (ранее вышли Winning Run, Hard Drivin’ и Stunts), но она вобрала лучшие особенности игр своего времени, в том числе возможность соединения игровых устройств для многопользовательской игры и полностью трехмерную графику. Благодаря этому получилась игра, намного превзошедшая стандарты для рынка аркадных игр той поры. Эта игра стала основой для последующих трехмерных гоночных игр.
В том же году Nintendo представила Super Mario Kart, ставшую известной гоночной игрой благодаря своей псевдотрехмерной графике. В игре присутствуют предметы, с помощью которых можно причинять вред другим участникам гонок. Игрокам помогает персонаж Лакиту (англ. Lakitu), предоставляя сведения о правилах игры и спасая игроков от падений за трассу. В 1993 году Namco выпустила Ridge Racer, и с этого момента началась «полигональная война» между играми о вождении. Ответом от Sega стала игра Daytona USA, одна из первых компьютерных игр с применением фильтрации текстур, а также наложением текстур на полигоны, благодаря чему достигался наилучший уровень детализации графики среди компьютерных игр, вышедших до неё. В следующем году Electronic Arts выпустила The Need for Speed, ставшая впоследствии самой успешной серией компьютерных гоночных игр и одной из десяти наиболее успешных серий компьютерных игр всех времен. Также в этом году Midway Games представила игру Cruis’n USA.
В 1995 году Sega выпустила игру Sega Rally Championship о раллийных гонках, в которой, помимо обычного соревновательного многопользовательского режима, был представлен кооперативный режим игры. Также Sega Rally стала первой игрой, в которой автомобили перемещались по поверхностям разного типа (в том числе асфальт, гравий и грязь), с различным коэффициентом сцепления, соответственно им изменяются особенности управления. Это стало важной вехой в жанре.
В 1996 году Nintendo выпустила трехмерную игру Mario Kart 64, сиквел Super Mario Kart. В этой игре появилось действие, для которого необходимо, чтобы Лакиту поменял двигатель игрока, это дает возможность использовать «турбо старт» (англ. Turbo Start). В отличие от Sega Rally Championship, игра Mario Kart 64 сфокусирована только на гонках и использовании предметов.
Atari не участвовала в этой «войне» вплоть до выпуска в 1997 году игры San Francisco Rush: Extreme Racing.

Gran Turismo (1997 год)

В 1997 году на платформе PlayStation вышла игра Gran Turismo, находившаяся в разработке с 1992 года. Она воспринималась на наиболее реалистичный симулятор гонок своего времени. Игре присуща высокая играбельность, в нее можно играть с любым уровнем мастерства. В ней представлен богатый выбор любых, даже самых мелких, возможной для тюнинга автомобилей, а также представлен режим карьеры с открытой концовкой. В нем игроки должны пройти серию испытаний на водительское мастерство, чтобы получить соответствующее водительское удостоверение, дающее доступ к гонкам, а также выбирать собственный путь построения карьеры. Серия игр Gran Turismo с того времени стала второй по успешности серией гоночных игр всех времен, мировые продажи которой составили более 80 миллионов копий по состоянию на апрель 2018 года.
К 1997 году типичный персональный компьютер был сравним с аркадным автоматом в части качества компьютерной графики, в основном благодаря появлению первого поколения ускорителей трехмерной графики, наподобие 3dfx Voodoo. Благодаря увеличившейся производительности центральных процессоров появилась возможность значительного улучшения реалистичности игровой физики, управления автомобилем и графики.
В 1998 году на ПК вышла игра Colin McRae Rally, она стала успешной «полусимуляцией» среди раллийных игр, ранее доступной только в менее «серьезной» игре Sega Rally Championship. Игра Motorhead, вышедшая для ПК, позже получила аркадную адаптацию. В том же году Sega выпустила Daytona USA 2 (версии Battle On The Edge и Power Edition), она стала первой игрой с реалистичными столкновениями и графикой.
В 1999 году рынок компьютерных игр начал тяготеть к более «открытым» игровым мирам. Игра Midtown Madness для ПК предоставляет игроку возможно исследовать упрощенную версию города Чикаго при помощи разнообразных транспортных средств, выбирая для этого любой понравившийся маршрут. В сегменте аркадных автоматов Sega выпустила Crazy Taxi — гоночную игру с открытым миром, где игрок выступает в роли водителя такси, и ему требуется доставить клиентов по назначению в максимально сжатые сроки. Также существует подобная игра Emergency Call Ambulance от Sega с практически идентичным геймплеем (доставить пациента в больницу в максимально сжатые сроки). К этому времени игры стали визуально более реалистичны. В некоторых аркадных играх использовались три экрана, чтобы предоставить игроку панорамный обзор.

### 2000-е
В 2000 году компания Angel Studios (ныне Rockstar San Diego) представило первую гоночную игру со «свободным перемещением» Midnight Club: Street Racing на игровых приставках PlayStation 2 и Game Boy Advance. Игра позволяла игроку ехать куда угодно по виртуальным воплощением Лондона и Нью-Йорка. Вместо традиционных закрытых трасс для обозначения маршрута гонки в игре использованы контрольные точки, между которыми игрок может перемещаться любым возможным способом, благодаря чему у игрока всегда есть выбор из разнообразных коротких путей, которыми он может пользоваться между контрольными точками.
В 2001 году Namco выпустила на аркадных автоматах Wangan Midnight, которая позже была обновлена до версии, известной как Wangan Midnight R. Последняя впоследствии была портирована на PlayStation 2 под названием Wangan Midnight.
В 2003 году вышла Midnight Club II от Rockstar San Diego, которая стала первой гоночной игрой, в которой доступными были не только автомобили, но и мотоциклы. Тогда же Namco выпустила, вероятно, продолжение Wangan Midnight R под названием Wangan Midnight Maximum Tune.
Существует широкий диапазон гоночных игр, который начинается от простых аркадных гонок, таких как, например, Mario Kart: Double Dash!! или Nick Toon Racers, и заканчивается симуляторами весьма высокой степени реализма, такими как, например, Grand Prix Legends, iRacing, Live for Speed, rFactor.

## Поджанры

### Аркадные гонки

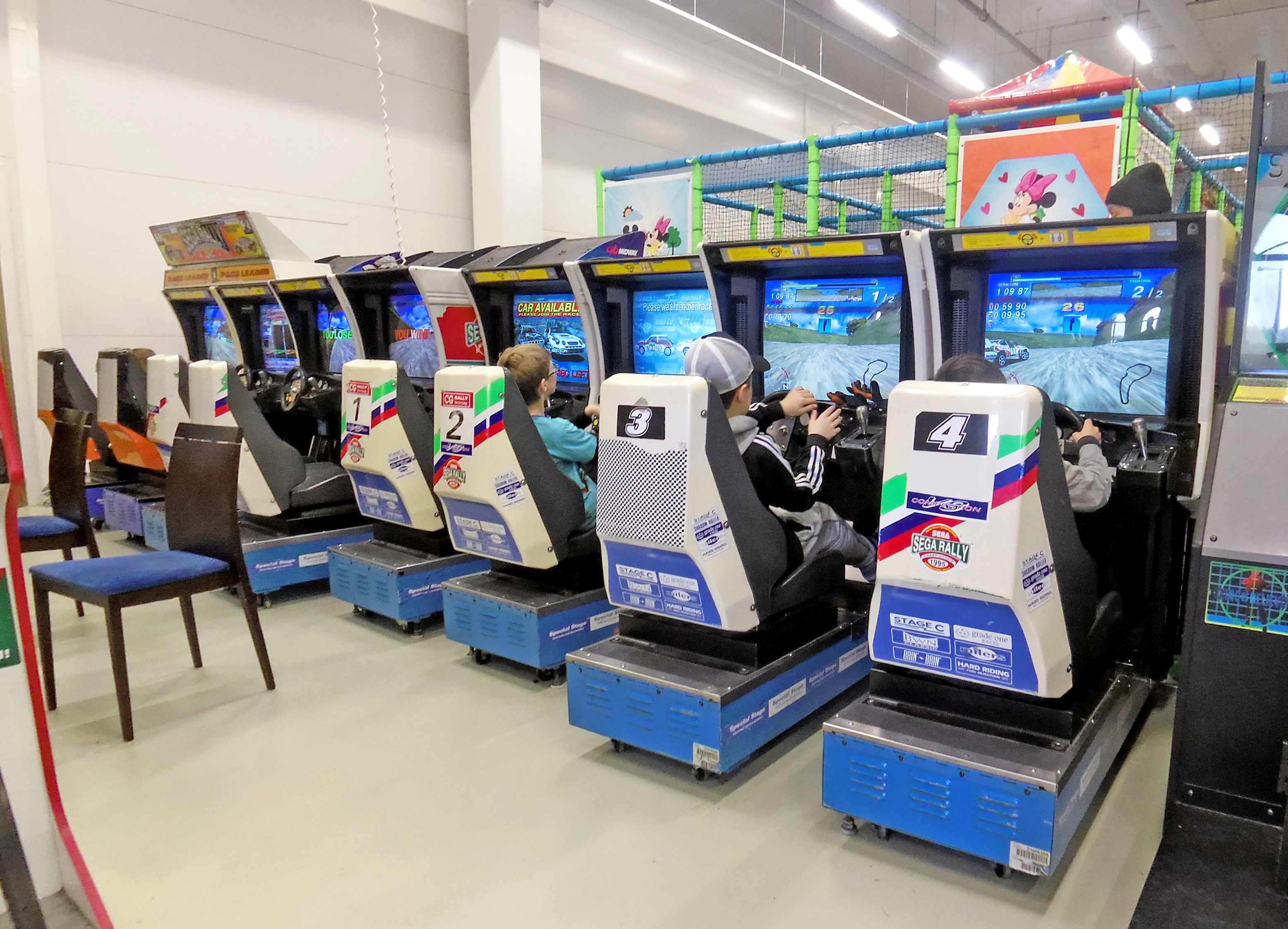
Аркадные гоночные игры Sega Rally в универмаге Veljekset Keskinen в Туури, Финляндия, в 2017 году

Обычно аркадные гоночные игры ставят веселье и быстрый опыт превыше всего, так как автомобили обычно соревнуются уникальными способами. Ключевой особенностью аркадных гонщиков, которая отличает их от гоночных симуляторов, является их гораздо более либеральная физика. В то время как в реальных гонках (и, следовательно, в симуляторах) водитель должен значительно снизить свою скорость, чтобы сделать большинство поворотов, гоночные игры в аркадном стиле, как правило, побуждают игрока «скользить» на автомобиле, чтобы позволить игроку поддерживать свою скорость, осуществляя дрифт через поворот. Столкновения с другими гонщиками, препятствия или транспортные средства, как правило, гораздо более преувеличены, чем в симуляторах. По большей части, гонщики в аркадных гонках просто убирают точность и строгость, требуемые от опыта моделирования, и сосредотачиваются строго на самих гонках. Они часто лицензируют реальные автомобили и лиги, но в равной степени открыты для более экзотических настроек и транспортных средств. Гонки проходят на шоссе, ветреных дорогах или в городах; это могут быть трассы с несколькими кругами или спринты от точки до точки, с одной или несколькими дорогами, иногда с контрольными точками, или другими видами соревнований, такими как гонки на выживание, прыжки или тестирование навыков вождения. Популярными гоночными франшизы в аркадном стиле являются Battle Gear, Out Run, Ridge Racer, Daytona USA, Need for Speed, Sega Rally, Cruis’n, Burnout, Rush, Midnight Club, Project Gotham Racing, TrackMania, MotorStorm и Forza Horizon.
И наоборот, многие аркадные гоночные игры в залах игровых автоматов часто используют гидравлические симуляторы движения, которые имитируют внешний вид и ощущение вождения или езды на транспортном средстве. Например, мотоцикл, на котором игрок сидит и передвигается, чтобы управлять действием на экране, или корпус, похожий на автомобиль (с сиденьями, рулевым колесом, педалями и рычагом передач), который перемещается синхронно с действием на экране. Это было особенно распространено для аркадных гоночных игр от Sega с 1980-х годов. Тем не менее, это, как правило, можно найти только в аркадных гоночных играх для игровых автоматов, а не в аркадных гоночных играх для домашних систем.
В середине-конце 2000-х годов наблюдалась тенденция новых уличных гонок; имитируя импортную сцену, можно протюнить спортивные автомобили и участвовать в гонках на улицах. Наиболее широко известными из них являются Midnight Club 3: DUB Edition и Midnight Club, некоторые игры сериях Need for Speed и Test Drive, Initial D, серия Juiced' и FlatOut 2. Некоторые аркадные гоночные игры усиливают конкуренцию между гонщиками, добавляя оружие, которое можно использовать против противников, чтобы замедлить их или иным образом помешать их езде, чтобы их можно было пройти. Это основная функция в симуляторах картинга, таких как серия Mario Kart, но данная игровая механика также появляется в стандартных гоночных играх. Оружие может варьироваться от снарядов до ловушек, а также небоевых предметов, таких как увеличение скорости. Гоночные игры на основе оружия включают в себя такие игры, как Full Auto, Rumble Racing, Grip: Combat Racing, Re-Volt и Blur. Существуют также транспортные бои, в которых используются элементы гоночных игр: например, гонки были представлены в качестве игрового режима в популярных франшизах, таких как Twisted Metal, Destruction Derby и Carmageddon.

### Гоночный симулятор

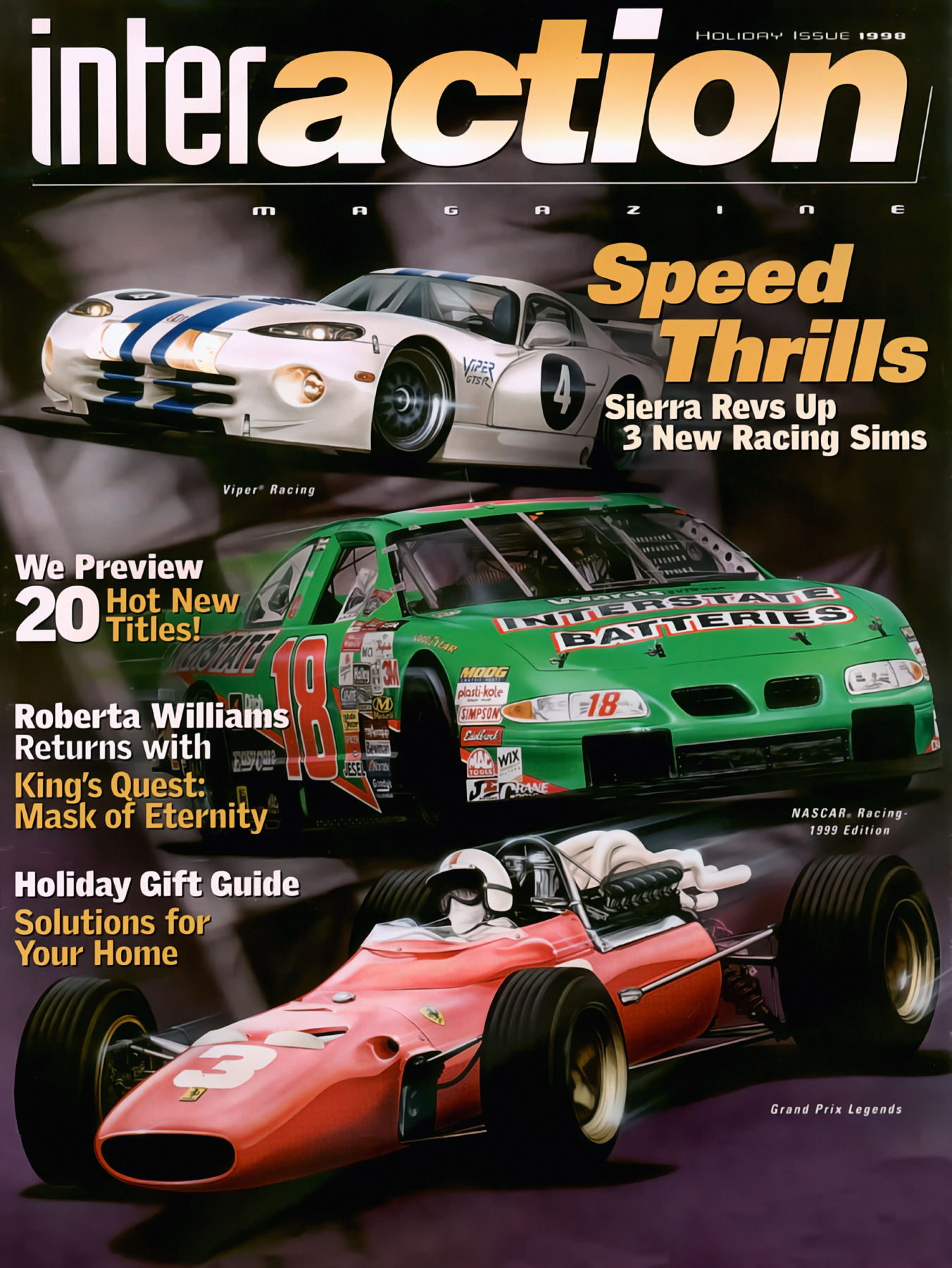
Sierra On-Line была ведущим издателем гоночных симуляторов 1990-х годов, включая такие игры, как NASCAR Racing 1999 Edition и Grand Prix Legends.

Гоночные симуляторы стремятся убедительно воспроизвести управление реальным автомобилем. Они часто лицензируют реальные автомобили или гоночные лиги, но иногда используют вымышленные автомобили, построенные так, чтобы напоминать настоящие, если не могут получить на них официальную лицензию. Физика управления транспортом является ключевым фактором в опыте. Также включены условия, связанные с тем, чтобы быть профессиональным гонщиком (например, необходимость иметь дело с состоянием шин автомобиля и уровнем топлива). Правильная техника поворота и точные гоночные маневры (такие как прохождение поворота) имеют приоритет в гоночных симуляторах.
Хотя гоночные симуляторы специально созданы для людей с высоким уровнем навыков вождения, нередко можно найти вспомогательные средства, которые можно включить из игрового меню. Наиболее распространёнными из них являются контроль тяги, антиблокировочные тормоза, система помощи в рулевом управлении, сопротивление повреждениям, помощь сцепления и автоматическое переключение передач.
Звук играет решающую роль в обратной связи игроков в гоночных играх, а звуки двигателя и шин сообщают о том, что физически происходит с автомобилем. Три основных элемента автомобильной аудиосистемы — воздухозаборнфй, выхлопной и внутренние звуки двигателя. Записанные образцы этих элементов реализуются в игре с помощью таких методов, как гранулярный синтез, циклическое моделирование или физическое моделирование. Звуки шин модулируют образцы петли или шаг на основе угла скольжения и деформации, чтобы игрок знал предел сцепления. Лучшие звуковые игры эффективно интегрируют звуковую модель с моделями моделирования транспортных средств и шин.
Некоторые из этих гоночных симуляторов можно настроить, так как поклонники игры расшифровали трассы, автомобили и исполняемые файлы. Интернет-сообщества выросли вокруг симуляторов, которые считаются наиболее реалистичными, и многие веб-сайты проводят интернет-чемпионаты. Некоторыми из гоночных симуляторов являются из Forza Motorsport, Gran Turismo, GTR2, Assetto Corsa, iRacing, Project CARS, Automobilista 2 и многие другие.

### Симулятор картинга

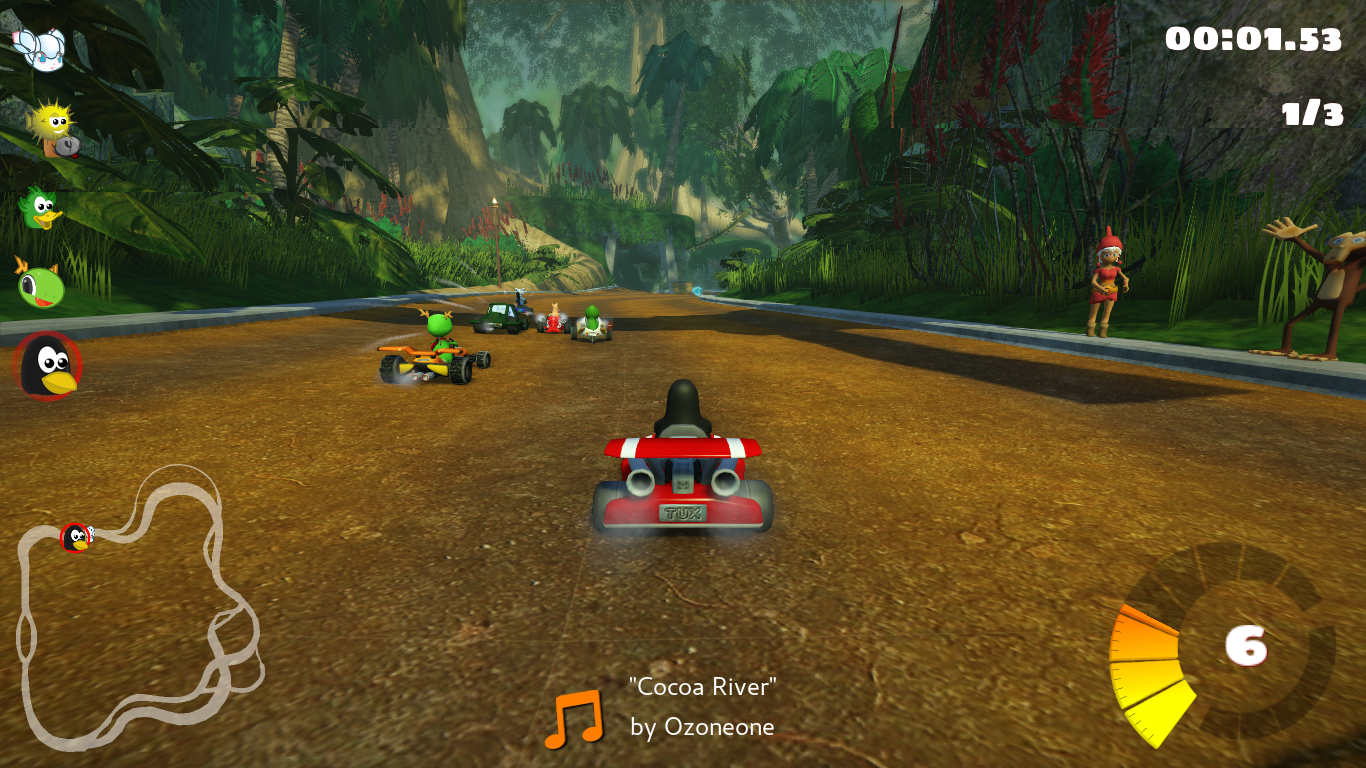
SuperTuxKart, пример симулятора картинга

Симуляторы картинга упростили механику вождения, добавив препятствия, необычный дизайн трассы и различные элементы действия. Известно, что гонщики по картингу также берут роли персонажей из различных платформеров или мультсериалов в качестве водителей «чудаковых» транспортных средств. Симуляторы картинга — более аркадные, чем другие гоночные игры, и обычно предлагают режимы, в которых игровые персонажи могут стрелять снарядами друг в друга или собирать бонусы. Как правило, в таких играх транспортные средства едут, больше походя на карты, не имея ничего похожего на рычаг переключения передач и педаль сцепления.
Элементы транспортного боя восходят к более ранним играм, таким как Crashing Race от Taito в 1976 году, поджанр симулятора картинга был популяризирован игрой Super Mario Kart от Nintendo, которая породила серию Mario Kart. Игра была медленнее, чем другие гоночные игры того времени, из-за аппаратных ограничений, что побудило разработчиков использовать тему картинга. С тех пор было выпущено более 50 симуляторов картинга с персонажами от Nicktoons до «Южного Парка».

### Антигравитационные гонки
Антигравитационная гоночная игра — тип гоночной игры, в которой игроки используют транспортные средства, которые зависают или скользят, используя антигравитационные технологии против времени или других конкурентов. Эти игры часто имеют темы научной фантастики, с высокотехнологичными транспортными средствами и футуристическим дизайном треков. Ряд антигравитационных гоночных игр также может содержать элементы транспортного боя.
В аркадах антигравитационные гоночные игры (первоначально известные как футуристические гонщики) берут начало в 1980-м годах. В играх Star Rider и Cosmos Circuit показаны анимационные гонки, используя анимационное лазерное видео для фона. Splendor Blast объединила гонки в стиле Pole Position с научно-фантастическими автомобилями в стиле Zaxxon, космическими настройками и элементами shoot ’em up. В игре STUN Runner присуствовала трёхмерная полигональная графика, в игре была возможность игрокам взрывать другие транспортные средства.
На домашних консолях антигравитационные гоночные игры были определены игрой F-Zero, которая породила серию F-Zero. Игра Wipeout имела трёхмерную графику многоугольника и породила серию Wipeout. Серия F-Zero впоследствии перешла на трёхмерную полигональную графику с F-Zero X.